# Valter Sköld
Sven Erland Valter Sköld (ur. 12 lutego 1910 w Enebybergu, zm. 12 grudnia 1975 w Doylestown) – szwedzki piłkarz grający na pozycji obrońcy. W swojej karierze rozegrał 8 meczów w reprezentacji Szwecji.

## Kariera klubowa
W swojej karierze piłkarskiej Sköld grał w klubie AIK Fotboll. Zadebiutował w nim w 1933 roku i grał w nim do 1942 roku. W sezonie 1936/1937 wywalczył z AIK tytuł mistrza Szwecji.

## Kariera reprezentacyjna
W reprezentacji Szwecji Sköld zadebiutował 9 lipca 1935 roku w wyvgranym 2:1 towarzyskim meczu z Estonią, rozegranym w Tallinnie. W 1936 roku był w kadrze Szwecji na igrzyska olimpijskie w Berlinie. Od 1935 do 1938 roku rozegrał w kadrze narodowej 8 spotkań.